# Євгенія Левицька
Євге́нія Леви́цька (10 серпня 1896, м. Черкаси — 29 червня 1931, м. Варшава, Польща) — польська лікарка, фізіотерапевтка, одна з прекурсорів спортивної медицини в Польщі, організаторка Закладу сонячно-повітряних купалень і спортивного лікування в Друскінінкай (1924 р.), близька знайома Юзефа Пілсудського.

## Життя й діяльність
Її батьками були Цирил (Кирило) Левицький й Ельжбета Ніціхорська. Євгенія закінчила Жіночий медичний інститут у Києві. 1925 р. отримала диплом доктора всіх лікарських наук на медичному факультеті Варшавського університету. Як студентка працювала у внутрішньому відділенні Єврейського шпиталю у Едварда Жебровського, а потім у неврологічній клініці Казимира Ореховського. Заснувала в Друскінінкай кліматичний парк, пропагувала застосування в Скандинавії методів лікування сонцем, повітрям і рухом.
З маршалом Пілсудським познайомилась навесні 1924 р., коли він перебував у відпустці в Друскінінкай. Одної ночі Пілсудський захворів, і лікарем до нього бупо направлено Левицьку. По певному часі їхнє знайомство стало дуже близьким. 16 грудня 1930 вони поїхали разом на португальську Мадейру. З невідомих причин Євгенія покинула острів раніше. Ймовірно, після приїзду Левицької її відвідала жінка Пілсудського Александра Пілсудська.

## Смерть
27 червня 1931 р. Євгенію Левицьку знайдено непритомною в Центральному інституті фізичного виховання на варшавських Білянах. Стверджено, що вона отруїлася хімічними речовинами. Два дні по тому Левицька померла, не прийшовши до тями. Невідомо, чи було це самогубство, чи нещасний випадок, чи навмисне отруєння. Євгенію Левицьку поховано на Повонзківському цвинтарі.
За життя Левицької Варшавою ходили плітки про її роман з Пілсудським. Після смерті приятельки Маршала преса, до того досить жорстка по відношенню до Пілсудського, з невідомих причин поводилась дуже помірковано й елегантно. Особи, що зустрічали Левицьку незадовго до смерті, стверджували, що вона була весела, спокійна, не мала депресійного чи розчарованого вигляду, тому скоріше за все не могла вчинити самогубства.
Маршал з'явився на її похороні як приватна особа, зайняв місце на задніх лавках костелу, але по десяти хвилинах вийшов. На похороні було багато політиків Санації, серед яких прем'єр Александер Пристор, що, як стверджує історик і публіцист Томаш Наленч, становило незвичайне явище, «зважаючи на те, що ховали звичайну лікарку, яка не виконувала жодних офіційних доручень».